# Landau an der Isar
Landau an der Isar, Landau a.d.Isar – miasto w Niemczech, w kraju związkowym Bawaria, w rejencji Dolna Bawaria, w regionie Landshut, w powiecie Dingolfing-Landau. Leży około 15 km na północny wschód od Dingolfing, nad Izarą, przy autostradzie A92, drodze B20 i linii kolejowej Landshut – Deggendorf.
Do reformy administracyjnej w 1972 Landau an der Isar było siedzibą powiatu Landau.

## Demografia
Dane o ludności z 31 grudnia 2008:
| Opis                                | Ogółem | Ogółem | Kobiety | Kobiety | Mężczyźni | Mężczyźni |
| ----------------------------------- | ------ | ------ | ------- | ------- | --------- | --------- |
| Jednostka                           | osób   | %      | osób    | %       | osób      | %         |
| Populacja                           | 12 741 | 100    | 6510    | 51,09   | 6231      | 48,91     |
| Wiek przedprodukcyjny (0–17 lat)    | 2364   | 18,55  | 1168    | 9,17    | 1196      | 9,39      |
| Wiek produkcyjny (18–65 lat)        | 7851   | 61,62  | 3868    | 30,36   | 3983      | 31,26     |
| Wiek poprodukcyjny (powyżej 65 lat) | 2526   | 19,83  | 1474    | 11,57   | 1052      | 8,26      |

## Polityka
Burmistrzem jest Josef Brunner z CSU. Rada miasta składa się z 24 osób.
|      | CSU | SPD | SPD/PB | UWG/WGSL | FWG | WGH | UWGL | Razem |
| 2008 | 9   | 4   | -      | 4        | 3   | 2   | 2    | 24    |
| 2002 | 10  | -   | 4      | 5        | 3   | 2   | -    | 24    |

## Osoby

### urodzone w Landau an der Isar
- Manfred Böckl – pisarz
- Uschi Glas – aktorka
- Norbert Niemann – pisarz

## Współpraca
Miejscowość partnerska:
- Zonnebeke, Belgia